# Anna Starobinets
Anna Starobinets (Moscú, 25 de octubre de 1978) es una periodista, guionista y escritora de ciencia ficción rusa.

## Trayectoria
Licenciada en Filología por la Universidad Estatal de Moscú, Starobinets ha trabajado para algunos de los principales periódicos rusos como crítica, reportera y editora de cultura. 
En 2005 publicó su primer libro, Una edad difícil. Es autora de varias colecciones de relato corto que le valieron el mote de "La reina del Terror" por parte de la prensa especializada. Además escribió, novelas y libros para niños, entre los que se incluyen El Vivo (2011), ganadora del Utopiales European Award en 2016 y la distinción ucraniana International Assembly of Sci-fi, La tierra de las niñas buenas (2009), Santuario 3/9 (2006), La glándula de Ícaro (2023), National Best Seller Prize de Rusia; Catlantis (2015), Libro del Año para The Observer en el Reino Unido. En 2021 apareció en español en Editorial Impedimenta su memoir Tienes que mirar (2017), que narra, en clave confesional y de terror, la pérdida de su hijo y de su odisea con los estamentos sanitarios rusos. Algunas de sus novelas han sido adaptadas al cine.

## Reconocimientos
En 2018, la Sociedad Europea de Ciencia Ficción (ESFS) le concedió el premio a la mejor autora de ciencia ficción.